# 闫庄镇 (原平市)
闫庄镇，是中华人民共和国山西省忻州市原平市下辖的一个乡镇级行政单位。

## 行政区划
闫庄镇下辖以下地区：
闫庄村、白家岭村、治国村、西常村、南大常村、观上村、小白水村、东常村、串道村、大白水村、卫村、水油沟村、崖底村、新村、门屯村、魏家庄村、麻港村、刘庄村、南庄头村、兰村、北大常村和南峪村。